# Manuel Monzón Meseguer
Manuel Monzón Meseguer   (Oriola, 1 d'agost de 1934 - Oriola, 18 de maig de 2020) fou un polític valencià, alcalde d'Oriola i president de la Diputació d'Alacant durant el franquisme.
Va estudiar dret a la Universitat de Múrcia i va exercir com a advocat com a Oriola. L'octubre de 1966 fou nomenat cap local del Movimiento Nacional i alcalde d'Oriola, i el 1970 deixà l'alcaldia quan fou nomenat president de la Diputació d'Alacant i procurador en Corts. Entre 1971 i 1974 fou membre del Consell Provincial del Movimiento. Va ocupar el càrrec fins 1975, i aleshores va mantenir contactes amb Unió Democràtica Espanyola.